# Shalë
Shalë, naselje i općina u sjeverozapadnom dijelu Albanije. Nalazi se u Skadarskom distriktu.
Općina pokriva gornji tijek rijeke Shalë i dio planine Prokletije. Jedanaest je malih planinskih sela u ovoj općini: Breg-Lumi, Abat, Nicaj-Shalë, Lekaj, Vuksanaj, Pecaj, Theth, Ndërhysaj, Gimaj, Nen-Mavriq i Lotaj.

## Galerija
- Dolina Shalë
- Dolina Theth
- Dolina Theth